# Atomosia unicolor
Atomosia unicolor är en tvåvingeart som beskrevs av Macquart 1838. Atomosia unicolor ingår i släktet Atomosia och familjen rovflugor. Inga underarter finns listade i Catalogue of Life.